# Lannemezan
Lannemezan – miejscowość i gmina we Francji, w regionie Oksytania, w departamencie Pireneje Wysokie.
Według danych na rok 1990 gminę zamieszkiwały 6 704 osoby, a gęstość zaludnienia wynosiła 352 osoby/km² (wśród 3020 gmin regionu Midi-Pyrénées Lannemezan plasuje się na 48. miejscu pod względem liczby ludności, natomiast pod względem powierzchni na miejscu 590.).